# 自由契約
自由契約（じゆうけいやく）とは、日本プロ野球・メジャーリーグベースボール・ナショナル・バスケットボール・リーグで、選手が特定チームの支配下に置かれておらずどのチームとも選手契約を結べる状態を指す。

## 日本プロ野球
自由契約の状態では、選手は国内外やプロアマを問わずあらゆる球団と契約交渉できる。自由契約と対置されるのが任意引退であり、任意引退の場合、直前に所属していた球団が保有権を有するため、球団が交渉を許可するか、任意引退の抹消（後述）が行われない限り、他球団との選手契約交渉ができない。
自由契約は、もともとフリーエージェントの訳語であるため、北米4大プロスポーツリーグのフリーエージェントは日本で自由契約と訳される場合もある。しかし、日本のプロ野球における「フリーエージェント」 (FA) は選手が宣言する権利およびシステムを指し、自由契約とは区別されることがほとんどである。
自由契約中はどこのチームにも所属していないため、戦力外状態の選手に対して用いられることもある。しかし、戦力外通告があっても、翌年にチームスタッフとして契約することが決まっている場合など、他球団と契約しないよう任意引退選手公示する場合があったり、自ら退団を申し出る場合でも自由契約公示される場合があるので、「戦力外＝自由契約、自らの意思＝任意引退」というわけではない。

### 自由契約の種類
自由契約にあたってはその事由も公示され、以下の5種類に分かれている（育成選手を除く）。

#### ウエイバー不請求
シーズン中に自由契約となる選手に用いられる形態である。
シーズン中に選手を自由契約とする際は、その前に球団が保有権を放棄する「ウエイバー公示」の手続きを行ったうえで、その選手の保有権譲渡を希望する球団が現れないことが条件となる。希望があった場合はトレード扱いで移籍となるため、希望がなかった（不請求）ことを示している。
後述する「球団による契約解除」と異なり、あくまで保有権を放棄しているのみで契約は残存しているため、ウエイバーによる獲得がなかった場合はその選手がNPB他球団と契約できるのはシーズン終了後となる。

#### 球団による契約解除
同じくシーズン中に自由契約となる選手に用いられるが、こちらは保有権だけでなく選手契約そのものが解除されている。
選手が球団の定めたルールに違反した場合（例：清田育宏）や、契約を放棄した場合（例：ジャリエル・ロドリゲス）など、契約に問題が生じたケースにおいてこの形態が取られる。

#### 保留されない選手
シーズン終了後、球団から提出される契約保留選手名簿に記載されなかった選手である。
主に戦力外通告や引退などで球団が来期の選手契約を結ぶ意思のない選手に用いられるが、制限を超える減俸提示を受けた選手が自由契約を選択した場合（例：2018年オフの金子千尋）や、球団側は契約更新を希望するものの名簿提出までに合意に至らなかったような場合にもこの形で公示が行われる（例：トレバー・バウアー）。

#### 契約保留権放棄
一度は契約保留選手として公示されたものの、何らかの理由で契約更新を行わないことになった選手に対して公示される。
ポスティングシステムによる移籍では、契約保留選手名簿に記載された後に海外球団との契約に至ることから、この形での自由契約が行われる（例：吉田正尚）。また、契約更新を前提に保留選手としていたものの球団側が交渉を打ち切った場合（例：2016年オフのアルフレド・デスパイネ）にも契約保留権放棄が行われる。

#### 任意引退選手公示抹消
任意引退として公示されていた選手が、再度選手契約を結ぶために任意引退を取り消し、自由契約となるもの。
捕手の選手不足により育成契約で現役復帰した駒月仁人や、引退を撤回して12球団合同トライアウトに参加した新庄剛志（現役復帰ならず）がこの形で自由契約となっている。

### アマチュア野球との関連
アマチュア野球を統括する日本野球連盟は、プロ野球選手の経験者が日本野球連盟に登録されるためには「最終所属球団より自由契約証明書の交付を受けている」必要があるとしている（登録規程　第10条）。そのため、既に任意引退していても、アマチュア野球の選手や指導者になる際に自由契約公示される。
著名なプロ野球選手経験者が任意引退公示後、アマチュア指導者への転身によって改めて自由契約公示されたケースとしては、外木場義郎（1979年任意引退公示、2004年自由契約→プロ育成野球専門学院（広島県安芸太田町）コーチ就任）、定岡正二（1985年任意引退公示、2006年自由契約→薩摩コーチ就任）、初芝清（2005年任意引退公示、2006年自由契約→かずさマジック（千葉県君津市）コーチ就任）などの例がある。またトヨタ野球部の的場寛壱（元阪神タイガース）らのように選手として登録する者もいる。
なお、現行の制度は1999年に制度化されている。それ以前も選手としてアマチュアに復帰するのであれば1チーム・年3人までとされていたが、柳川事件の影響によりプロ選手の選手・コーチの復帰が厳禁された。現在は2年以上社会人野球選手として活動した後、プロ選手として復帰することも認められている。

## プロバスケットボール
ナショナル・バスケットボール・リーグ（NBL）およびナショナル・バスケットボール・デベロップメント・リーグ（NBDL）では、いずれのチームの契約下にない選手を自由契約選手と表現する。
前所属チームは契約満了や引退に至った選手を申請しなければならず、それらの選手は「自由契約選手リスト」に登録される。前身である日本バスケットボールリーグ（JBL）では「移籍選手リスト」と呼ばれていたものである。
NBL・NBDLの後身たるBリーグ・B3リーグでは名称が「自由交渉選手リスト」に変更された。